# Sigmodon ochrognathus
Sigmodon ochrognathus is een zoogdier uit de familie van de Cricetidae. De wetenschappelijke naam van de soort werd voor het eerst geldig gepubliceerd door Bailey in 1902.

## Voorkomen
De soort komt voor in Mexico en de Verenigde Staten.